# Nicolaes Knüpfer

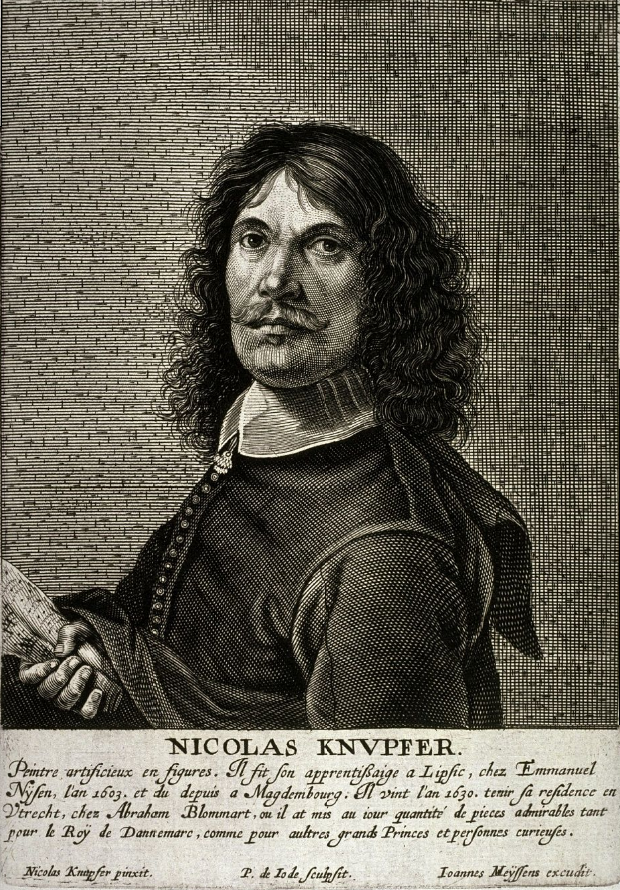
Nicolaes Knüpfer

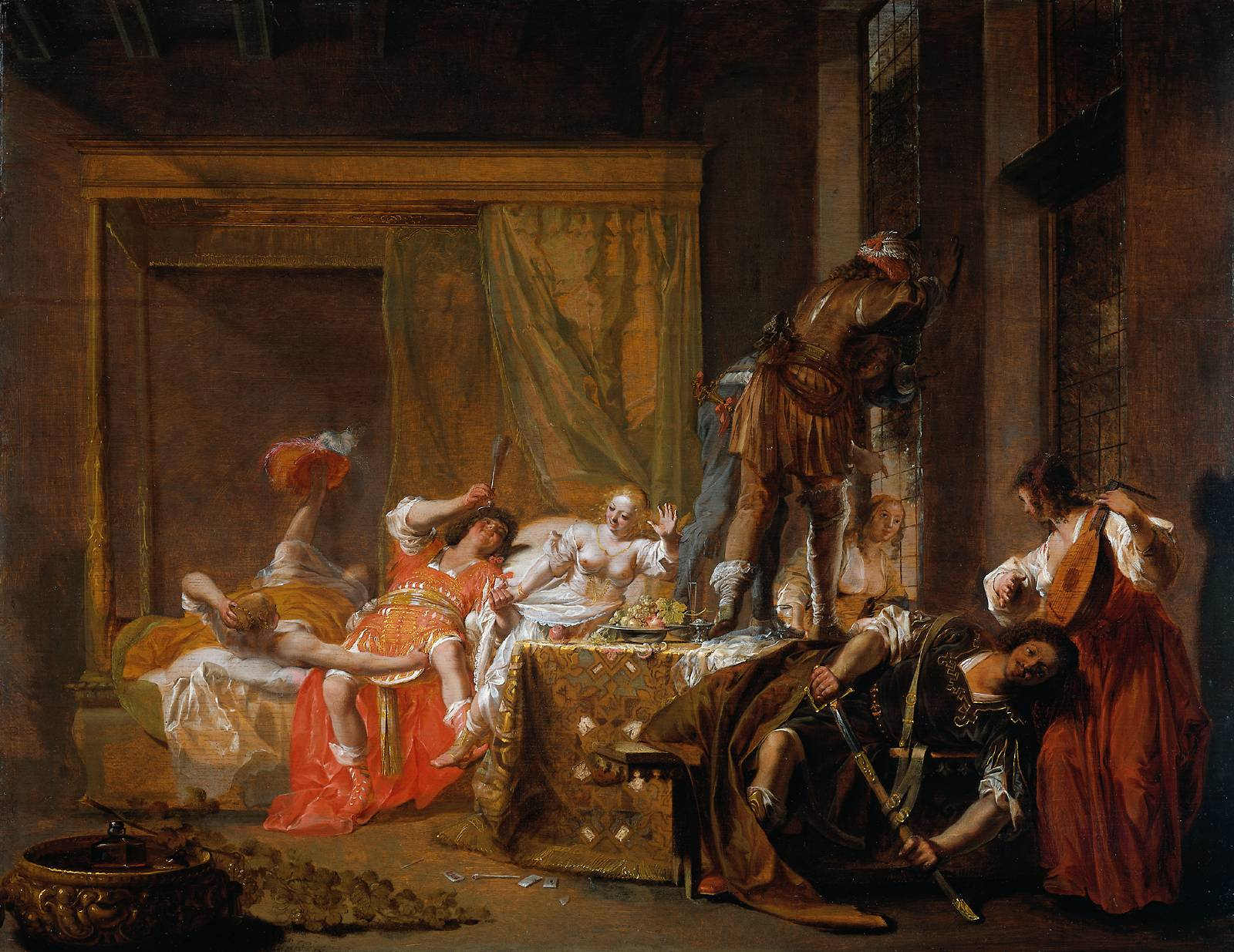
Bordeelscène, ca. 1650, Rijksmuseum, Amsterdam

Nicolaes Knüpfer (Leipzig, ca. 1609 - Utrecht, 15 oktober 1655) was een Nederlandse kunstschilder van Duitse afkomst.

## Leven
Knüpfer kreeg zijn opleiding in Leipzig, maar verhuisde rond 1630 naar Utrecht om bij Abraham Bloemaert te werken. Vervolgens vestigde hij zich als zelfstandig schilder in Utrecht. In 1637 werd hij lid van het Utrechtse Sint Lucasgilde. Op 7 november 1640 trouwde hij met de Utrechtse Cornelia Back (- Utrecht 31 juli 1643). Beiden zijn begraven in de Geertekerk in Utrecht.

## Werk
Hij werkte mee aan de decoratie van het kasteel Kronborg in Denemarken, en schilderde figuren in de landschappen van Jan Both en Jan Baptist Weenix. Knüpfer was een succesvol en dure leraar, die onder meer Jan Steen en Gabriel Metsu tot zijn leerlingen zou hebben geteld. Knüpfer schilderde kleinschalige schilderijen met Bijbelse, literaire en mythologische scènes, naast alledaagse genretafereeltjes. Zijn figuren zijn vaak in opvallende houdingen weergegeven, en geschilderd met vlotte penseelstreken en witte accenten.